# Galerie und Verlag St. Gertrude
Galerie und Verlag St. Gertrude ist ein von Dierk Lemcke gegründeter deutscher Verlag mit Sitz in Hamburg. Schwerpunkt des Verlages sind Publikationen zum Werk des Künstlers Horst Janssen. Die Besonderheit des Verlags St. Gertrude lag über mehr als ein Jahrzehnt hinweg in der einmaligen Konstellation, dass ein Verleger exklusiv nur einen Künstler im Programm hatte. Seit 2006 haben sich die Galerie und der Verlag auch dem Schaffen anderer Künstler geöffnet.

## Geschichte
Die Geschichte des Verlages ist eng mit der Person von Horst Janssen verbunden. Dierk Lemcke betrieb zunächst seit 1977 das Antiquariat St. Gertrude am Gertrudenkirchhof in Hamburg. Von Beginn an fanden im Hinterzimmer kleine Ausstellungen mit Kunstwerken statt, die er über das Antiquariat angekauft hatte. Über den Handel mit Kunst lernte Dierk Lemcke schließlich Hartmut Frielinghaus, den Drucker Janssens, kennen, dem er zunächst signierte Plakate abnahm und erfolgreich weiterverkaufte. Aus dem ersten Treffen von Janssen und Lemcke ging eine mehr als zehnjährige intensive Zusammenarbeit hervor, die zur gemeinsamen Produktion von annähernd 200 Büchern führte. 1981 war das Jahr der 'Grundsteinlegung' von Lemckes verlegerischen Tätigkeiten: er publizierte eine Postkartenserie mit Zeichnungen von Horst Janssen; die eigentliche Geburt des Verlages aus dem Antiquariat ist für diesen Zeitpunkt anzusetzen (die reguläre und rechtliche Gründung der GmbH erfolgte erst 1984). Das erste vom Verlag herausgegebene Janssen-Buch war eine Neuauflage des Janssenhof mit einem vom Künstler extra hierfür neu entworfenen Umschlag.
1984 kaufte Dierk Lemcke der Stadt Hamburg die ehemalige Polizeikaserne in der Goldbachstraße 9 ab. Im gleichen Jahr eröffnete er dort den Verlag St. Gertrude. Der Verlag wird seit diesem Zeitpunkt um Galeriearbeit im großen Rahmen ergänzt. So ist St. Gertrude auch heute noch ein wichtiger Leihgeber von Janssen-Werken für Museumsausstellungen. Arbeiten aus dem Bestand von St. Gertrude wurden u. a. im Munch Museum Oslo, dem Museum für Moderne Kunst in Kamakura, Japan, der Hamburger Kunsthalle, dem Horst-Janssen-Museum, Oldenburg, Schloss Gottorf, dem Käthe Kollwitz-Museum, dem Rembrandt Museum in Amsterdam und dem Leopold Museum in Wien gezeigt.
Von 1984 bis zu seinem Tod im Jahr 1995 hatte Horst Janssen ein Atelier im ersten Stock des Gebäudes in der Goldbachstraße. Dort arbeitete er regelmäßig. Nach seinem Balkonsturz im Jahr 1990 richtete man ihm ebenfalls eine Ätzwerkstatt ein, in welcher zahlreiche Radierungen entstanden.
2014 fand bei St. Gertrude ein Generationenwechsel statt. Sabrina Lemcke, Tochter von Dierk Lemcke, ist seither Geschäftsführerin.
Galerie und Verlag St. Gertrude versteht sich bis heute als Anlaufstelle für Janssen-Interessierte, stellt Gutachten zum Werk von Janssen aus und berät beim Aufbau von Sammlungen.
Die Galerie und Verlag St. Gertrude ist Mitglied im Landesverband Hamburger Galerien.

## Verlagsprogramm
Zu Lebzeiten Horst Janssens war das Programm durch eine intensive Zusammenarbeit des Künstlers mit dem Verleger Dierk Lemcke geprägt. Horst Janssen selbst war äußerst bibliophil: "Bis ins kommende Jahrtausend plante er die Reihe seiner Bücher. In ihnen hielt er das Kompendium seines Lebenswerkes fest, und je umfangreicher diese Bibliomanie in eigener Sache wurde, um so mehr kommentierte er sich selbst mit bravurösen Texten. Er schrieb so gut wie er zeichnete." Er selbst war der Ansicht, dass gerade auch seine "Zeichnerei […] für die Versammlung im Buch prädestiniert" sei. Das Anliegen des Verlages ist es, das Werk Janssens wissenschaftlich aufzubereiten und es gleichzeitig Interessierten leichter zugänglich zu machen. Der Fokus liegt dabei neben der inhaltlichen Komponente immer auch auf der Qualität des Buches, was Lemckes Herkunft aus dem Antiquariatswesen geschuldet ist. Die Publikationen sind in mehrere Reihen gegliedert.

### Die Werkübersichten
Mitte der 80er Jahre schmiedeten Janssen und Lemcke den Plan, das Lebenswerk des Künstlers gebündelt in einer Reihe zu publizieren. Angesichts der unermesslichen Menge von wohl 14 000 Zeichnungen, 3000 Radierungen, Hunderten von Aquarellen, Holzschnitten, Lithographien, Flugblättern und Plakaten sowie der Tatsache, dass Janssen viele Werke verschenkte oder wieder zerstörte, stand von Beginn an fest, „dass nicht Vollständigkeit, sondern ‚lediglich‘ eine geglückte Auswahl aus seinem Oeuvre das Ziel sein könnte“. Die Werkübersichten sind nach Sachzusammenhängen sortiert. Sie offenbaren dem Leser die Fülle an Arbeiten, die Janssen zum jeweiligen Thema schuf und bieten einen Einblick in seine Kunst, sein Fühlen und sein Denken. Für die ersten fünf Bände Frauenbildnisse, Landschaften, Eros, Tod und Maske, Nature Morte und Selbstbildnis traf Janssen die Auswahl selbst. Nach seinem Tod folgten – wie gemeinsam geplant – Das Tier, Freunde und andere sowie Das Plakat. Noch offen sind zwei weitere Bände: eine Übersicht über die Objekte, Collagen und Übermalungen und Angefangene Zeichnungen. Letzteres erweist sich als dahingehend äußerst schwierig, da Janssen nun nicht mehr bei der Klärung helfen kann, welche Arbeiten als nur angefangen und welche als fertig zu erachten sind.

### Das Gertrudenformat
Die Idee zum Gertrudenformat stammt von Janssen selbst. Er wünschte sich eine Buch-Reihe zum gemütlichen Lesen im Bett. Diesem Wunsch ist das ungewöhnliche Format der geklammerten Hefte von 25 × 13,3 cm geschuldet. Insgesamt eignete sich diese Buchform besonders gut für die Zusammenarbeit mit Janssen, da sie seinem ungeduldigen Temperament und seinem schöpferischen Chaos besonders zugutekam, konnten hier die spontanen Einfälle Janssens schnell publiziert werden. Das Gertrudenformat deckt das komplette Janssen-Spektrum ab: es präsentiert Reden und Briefe, Litho- und Radierserien. Janssens eigene Bildwelten und Anschauungen werden durch die Texte namhafter Autoren wie Werner Hofmann oder Manfred Osten sowie durch Beiträge von Freunden des Künstlers und von Kennern ergänzt.

### Kapriolen
Eine weitere Buchreihe des Verlages sind die Kapriolen. Sie sind der Freundschaft von Horst Janssen mit Gerhard Schack entsprungen, welcher sie über den Verlag St. Gertrude herausgab. Die erste Kapriole Leporello: Die Geliebten des Don Juan erschien am 22. April 2007 anlässlich der gleichnamigen Ausstellung im Janssen-Kabinett der Hamburger Kunsthalle vom 22. April bis zum 5. August 2007. Gerhard Schack verstarb wenige Tage vor der Fertigstellung des Buches. In seinem Andenken wird die Reihe fortgeführt, der zweite Band Die Lust des Augenblicks. Horst Janssen und die Blankeneser erschien 2014 im Rahmen der gleichnamigen Ausstellung im Gemeindehaus der Kirche in Hamburg-Blankenese.

### Ausstellungskataloge
Zahlreiche Ausstellungskataloge zu Ausstellungen von Horst Janssen wurden vom Verlag St. Gertrude herausgegeben.

### Biografisches
Galerie und Verlag St. Gertrude hat in Zusammenarbeit mit Horst Janssen wie auch mit zahlreichen Autoren verschiedene Publikationen herausgebracht, die sich intensiv dem Leben des Künstlers widmen.

### Plakate
Einen nicht unbedeutenden Teil des Verlagsprogramms machen die Plakate von Horst Janssen aus. Viele seiner Ausstellungen begleitete Janssen mit einem Plakat – zunächst in Form von Lithografien, Strichätzungen und vereinzelt Siebdrucken, seit den 70er Jahren dann zumeist als Offsetdrucke. Das Plakat bot Janssen die Möglichkeit, seine künstlerischen Ideen zu verbreiten. Durch Aushänge im öffentlichen Raum und den Vertrieb über Buchhandlungen und Postergalerien konnte er sich ins Gespräch bringen. „Horst Janssen und das Plakat sind nicht nur für Bewunderer des Künstlers zwei zusammengehörige Begriffe. ‚Janssen-Plakate’ [werden] als Offsetdrucke in mitunter vieltausendfacher Auflage und international vertrieben. Die Popularität des Künstlers beruht nicht zuletzt auf diesen vom Hamburger Verlag St. Gertrude vertriebenen Drucken.“ Die Plakate entstanden über fast vier Jahrzehnte von 1957 bis 1994. Der Umfang von Janssens Plakat-Werk bemisst sich auf über 200 Stück. Zu Lebzeiten signierte Janssen die Plakate eigenhändig, bis zu 1.000 Stück soll er in einer Stunde geschafft haben. „Die Signatur von Künstlerhand sorgte dafür, dass der Nimbus des Originals bewahrt bleibt, und sie hilft den Vertrieb kontrollieren, damit der Markt nicht aus dem Ruder läuft.“ Seit seinem Tod werden sie von seiner Tochter Lamme stempelsigniert und auf der Rückseite mit einem Copyright vermerkt.

### Grafik
Mit dem Umzug von St. Gertrude in die Goldbachstraße und der immer engeren Zusammenarbeit von Künstler und Verleger ergab sich auch der Vertrieb von Janssens grafischem Werk über den Verlag. Zur offiziellen Einweihung des Gebäudes wurde der bekannte Laokoon-Zyklus Janssens gezeigt. Sämtliche Farbradierungen – dieser Technik widmete sich Janssen ab 1988 – wurden von St. Gertrude herausgegeben.

### Erweitertes Verlagsprogramm
Seit sich die Galerie ab 2006 auch weiteren künstlerischen Positionen öffnete, die inhaltlich ähnliche Themen wie Janssen aufgreifen, hat sich auch das Verlagsprogramm erweitert. Kontinuierlich erscheinen Kataloge zu den Künstlern, die von St. Gertrude vertreten werden, wie:
- Dirk Meinzer – Nuancengezwitscher. Verlag St. Gertrude, Hamburg 2015, ISBN 3-935855-15-X
- Jürgen Brodwolf – Visionen der Erinnerung. Katalog anlässlich der gleichnamigen Ausstellung vom 3. April bis zum 15. Mai in der Galerie St. Gertrude, Hamburg. Mit einem Vorwort von Dr. Thomas Gädeke und Texten zu verschiedenen Werkgruppen von Anne Simone Krüger, Hamburg 2016, ISBN 3-935855-17-6
- Pedro Déniz – PAN DURO. Katalog anlässlich der gleichnamigen Ausstellung vom 10. Juni bis zum 12. August 2016 in der Galerie St. Gertrude, Hamburg. Mit einem Vorwort von Dierk Lemcke und Texten von Anne Simone Krüger, Hamburg 2016, ISBN 978-3-935855-18-1
- Ich ist ein Anderer / I is an other. Paul Roxi, Phelan O’Hara und Joachim Elzmann. Katalog anlässlich der gleichnamigen Ausstellung vom 15. Januar 2017 bis zum 25. Februar 2017 in der Galerie St. Gertrude, Hamburg. Mit einem Vorwort von Paul Roci und einem Text von Anne Simone Krüger, Hamburg 2016, ISBN 978-3935855198

## Galerie
Von Beginn an war Kunst eine wichtige Komponente des Verlages. Zunächst im Hinterzimmer des Antiquariates, seit 1984 dann in den großen Räumen des Gebäudes in der Goldbachstraße, wo Werke von Horst Janssen ausgestellt wurden. Ein gutes Jahrzehnt nach Janssens Tod öffnete sich die Galerie auch weiteren künstlerischen Positionen. So gehören seither auch Dieter Roth, Jürgen Brodwolf und Arnulf Rainer zum festen Galerieprogramm. Seit 2012/13 werden ebenfalls Hervé Bohnert und Dirk Meinzer vertreten, 2016 zeigte St. Gertrude erstmals das Werk des spanischen Künstlers Pedro Déniz in Deutschland. Alle Künstler haben jedoch gemeinsam, dass sie sich intensiv mit Themenkomplexen wie Tod und Vergänglichkeit beschäftigen, wodurch sich Berührungspunkte zum Werk Horst Janssens ergeben.

### Galerieaktivitäten
Seit 1985 realisiert St. Gertrude nationale und internationale Ausstellungen. Neben Wanderausstellungen mit Arbeiten von Horst Janssen in Japan, der Albertina in Wien und an weiteren Orten werden regelmäßig Ausstellungen sowohl mit Arbeiten von Janssen, als auch der weiteren Galeriekünstler, im Verlagsgebäude präsentiert. Seit 2005 nimmt St. Gertrude jährlich an der Art Karlsruhe teil.